# Liste des évêques et archevêques de Barcelone
Pour un article plus général, voir Archidiocèse de Barcelone.
Ceci est une liste des évêques, puis, à partir de 1942, des archevêques placés à la tête du diocèse, puis à partir de 1942 archidiocèse de Barcelone, en Espagne.

## Évêques de Barcelone

### Antiquité

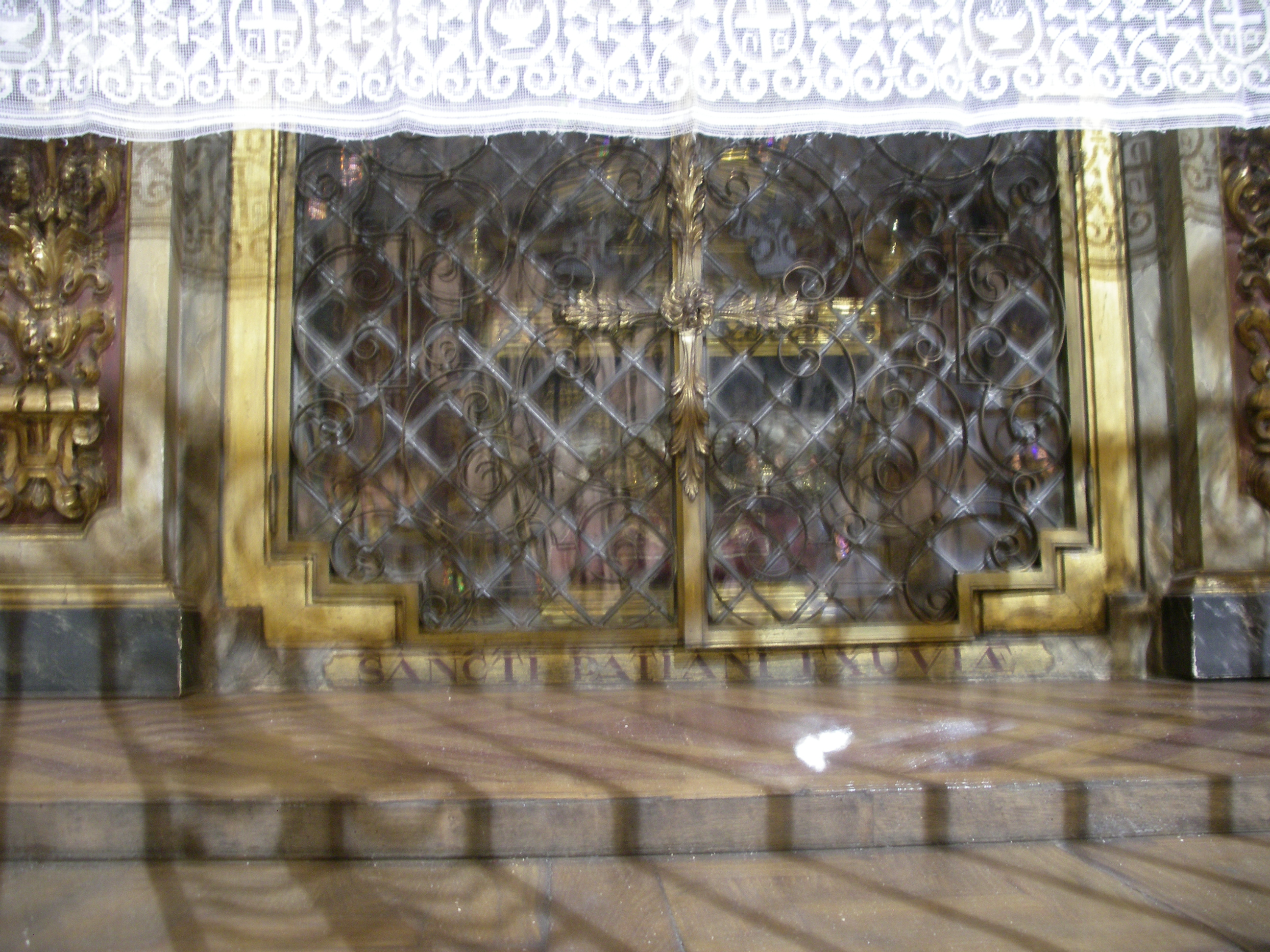
Reliques de l'évêque Pacien, reliquaire du XVIIIe siècle, basilique Saints-Just-et-Pasteur de Barcelone.

- Prétextat (v. 347)
- Pacien (v. 363 ou 373 - v. 392)
- Lampi (393 - 400)
- Sigisaire (mentionné en 415)
- Nundinaire (mort avant 465)

### Moyen Âge
- Agrici (516 - 517)
- Nebridi (540 - 546)
- Paterne (mentionné en 546)
- Ugne (v. 580 - 599)
- Emila (610 - 614)
- Sévère II (620 - 633)
- Oia (636 - 638)
- Quirze (v. 640 - 666)
- Idali (683 - 689)
- Laülf (mentionné en 693)
- Jean (850)
- Adaulf (850 - 860)
- Frodoi (861 - 890)
- Théodoric (904 - 937)
- Guilara (937 - 959)
- Pierre (962 - 973)
- Vives (974 - 995)
- Aeci (995 - 1010)
- Déodat (1010 - 1029)
- Guadall Domnus (1029 - 1035)
- Guislabert Ier (1035-1062)
- Bérenger (1062 - 1069)
- Humbert de Cervello (1069 - 1086)
- Bertrand (1086 - 1095)
- Folch II de Cardona (1096 - 1099)
- Bérenger Bernard (1100 - 1106)
- Raymond Guillaume (1107 - 1114)
- Oléger (1116 - 1137)
- Arnaud Armengol (1137 - 1143)
- Guillem de Torroja (1144 - 1171)
- Bernard de Berga (1172 - 1188)

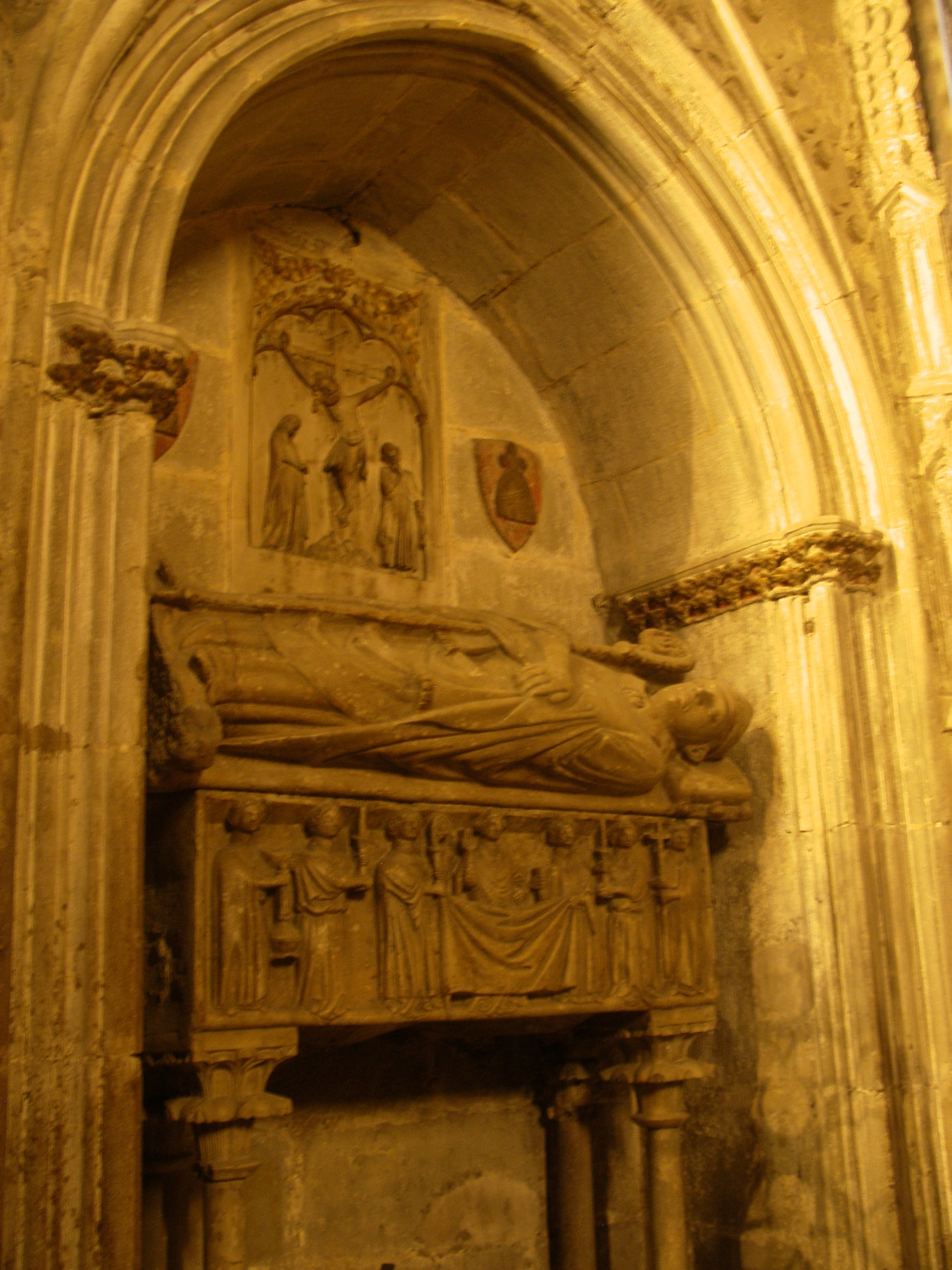
Tombeau de l'évêque Pons de Gualba (1303 - 1334). Calvaire de Jaume Cascalls, XIVe siècle, cathédrale de Barcelone.

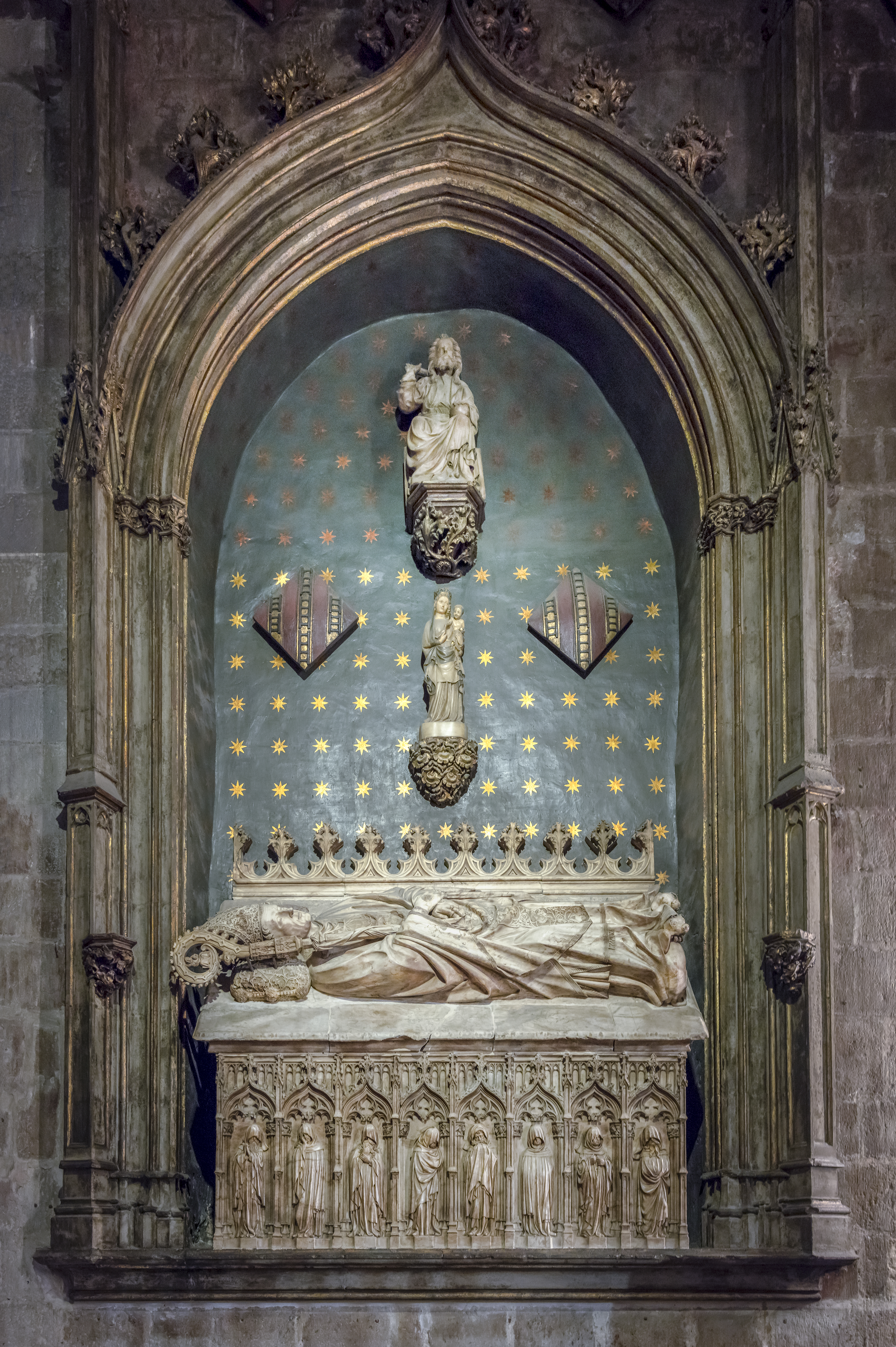
Tombeau de l'évêque Raymond d'Escales (1386 - 1389), mort en 1398. Calvaire d'Antoni Canet, XIVe siècle, cathédrale de Barcelone.

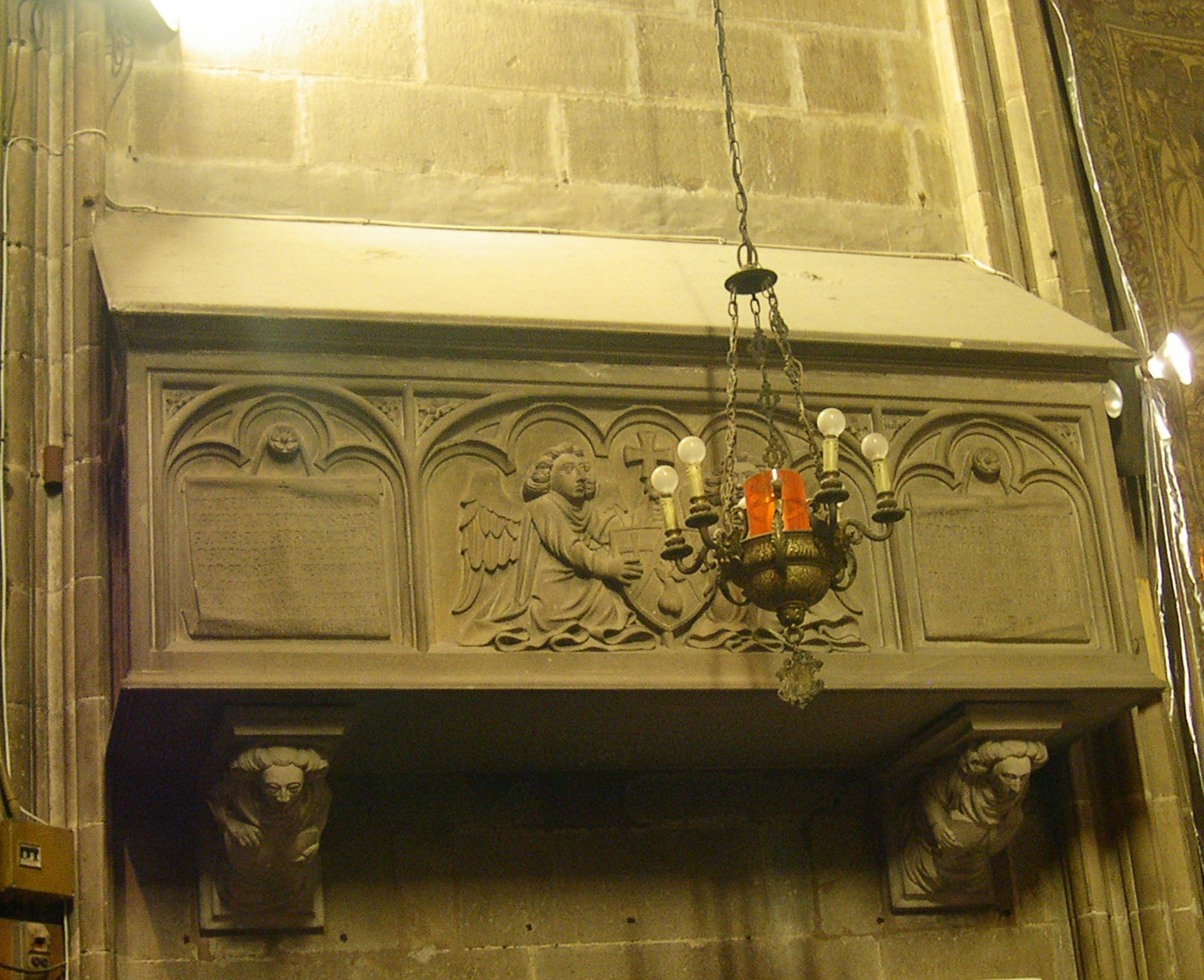
Tombeau de l'évêque François Climent Sapera (1410 - 1415 et 1419 - 1429), mort en 1430. Calvaire d'Antoni Canet, XIXe siècle, cathédrale de Barcelone.

- Raymond de Castellvell (1189 - 1199)
- Bérenger Ier de Palou (1200 - 1206)
- Pierre de Cirac (1208 - 1211)
- Bérenger II de Palou (1212 - 1241), neveu de Bérenger Ier de Palou
- Pierre de Centelles (1241 – 1252)
- Arnau de Gurb (1252 - 1284)
- Guéraud de Gualba (1284 - 1285)
- Bernat Pelegrí (1288 - 1300)
- Pons de Gualba (1303 - 1334)
- Ferrer d'Abella (1334 - 1344)
- Bernard Olivier (1345 - 1346)
- Michel de Ricoma (1346 - 1361)
- Guillem de Torrelles (1361 - 1369)
- Bérenger d'Erill (1369 - 1370)
- Pierre de Planelles (1371 - 1385)
- Raymond d'Escales (1386 - 1389)
- Jean Armengol (1389 - 1408)
- François de Blanes (1408 - 1410)
- François Climent Sapera (1410 - 1415)
- André Bertrand (1415 - 1419), président de la Généralité de Catalogne en 1416
- François Climent Sapera (1419 - 1429), administrateur
- André Bertrand (1431 - 1433), administrateur
- Simon Salvador (1433 - 1445)
- Jacques Girard (1445 - 1456)
- Jean Soler (1458 - 1463)
- Jean Ximenis Cerdà (1464 - 1472)
- Rodrigue de Borja i Escriva (1472 - 1478)
- Gonzalo Fernàndez de Heredia (1478 - 1490)

### Temps modernes
- Pere García (1490 - 1505)

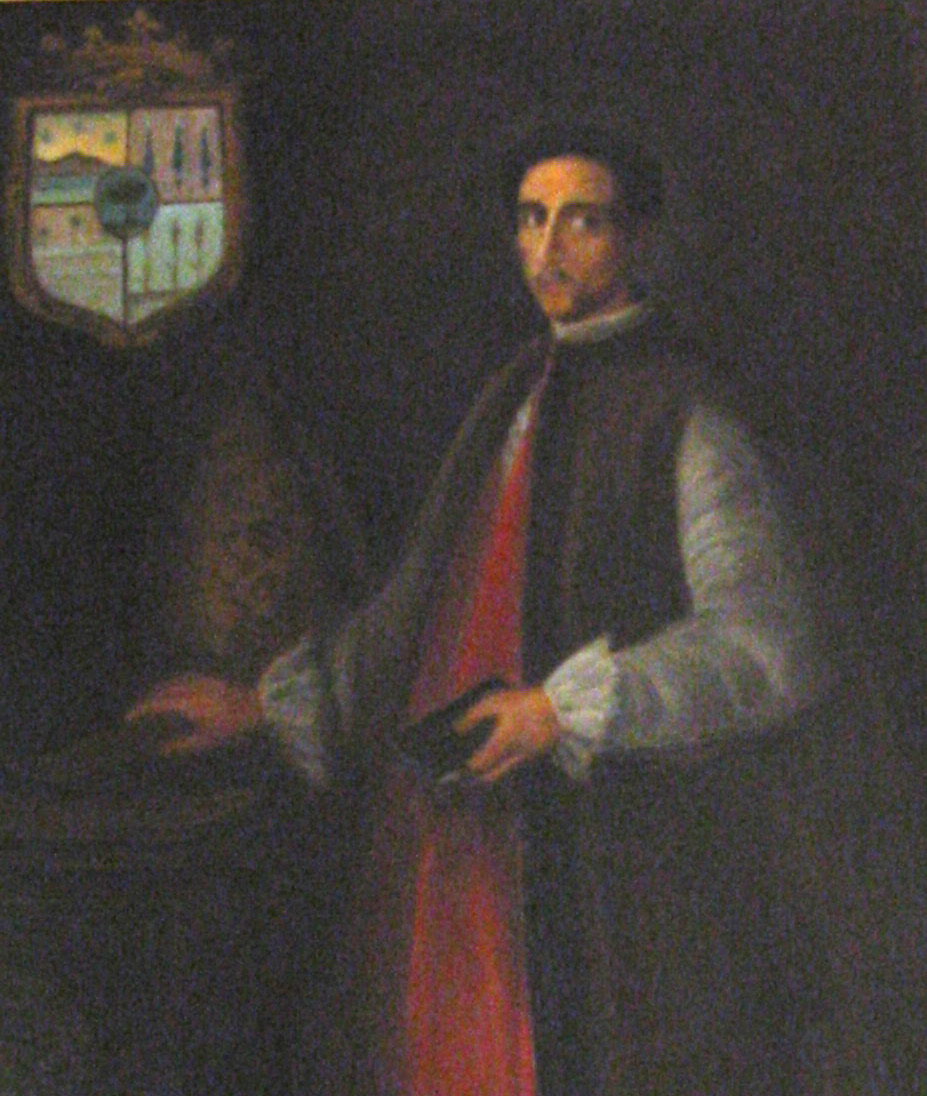
Portrait de l'évêque Juan Sentis (1620 - 1632), copie du XIXe siècle d'un original d'Antonio Cerveto, mairie de Xerta.

- Enrique Cardona (1505 - 1512), nommé évêque de Monreale, puis cardinal en titre de San Marcello
- Martín García Puyazuelo (1512 - 1521)
- Guillem Ramon de Vic (1521 - 1525), coadjuteur entre 1519 et 1521
- Silvio Passerini (1525 - 1529)
- Luis de Cardona y Enríquez (1529 - 1531), ancien abbé de Sainte-Marie de Solsona et président de la Généralité de Catalogne (1524 - 1527), nommé archevêque de Tarragone
- Juan de Cardona (1531 - 1546)
- Jaime Casador (1546-1561), président de la Généralité de Catalogne (1545 - 1548)
- Guillermo Casador (1561 - 1570)
- Martín Martínez de Villar (1573 - 1575)
- Juan Dimas Loris (1576 - 1598)
- Alfonso Coloma Sa (1599 - 1603), nommé évêque de Carthagène
- Rafael Rovirola (1604 - 1609)
- Juan de Moncada (1610 - 1612), nommé archevêque de Tarragone
- Luis Sans Códol (1612 - 1620)
- Juan Sentís (1620 - 1632)
- García Gil Manrique (1633 - 1655), président de la Généralité de Catalogne (1632 - 1635)
- Ramón Senmenat Lanuza (1655 - 1663)
- Alfonso de Sotomayor (1664 - 1682)
- Benito Ignacio de Salazar (1683 - 1691)
- Manuel de Alba (1693 - 1697)
- Benito de Sala y de Caramany (1698 - 1715), nommé cardinal in pectore (1712)
- Diego de Astorga y Cépedes (1716 - 1720), nommé archevêque de Tolède
- Andrés de Orbe y Larreátegui (1720 - 1725), nommé évêque de Valence
- Bernardo Jiménez Cascante (1725 - 1730)
- Gaspar de Molina y Oviedo, O.E.S.A. (1731 - 1734), nommé évêque de Malaga et cardinal
- Felipe Aguado Requejo (1734 - 1737)
- Francisco Castillo Vintimilla (1738 - 1747), nommé évêque de Jaén
- Francisco Díaz Santos y Bullón (1748 - 1750), nommé évêque de Sigüenza
- Manuel López Aguirre (1750 - 1754)
- Asensio Sales (1754 - 1766)
- José Climent Avinent (1766 - 1775)
- Gabino Valladares Mejía, O.Carm. (1775 - 1794)
- Eustaquio Azara, O.S.B. (1794 - 1797)
- Pedro Díaz Valdés (1798 - 1807)
- Pablo Sitjar Ruata (1808 - 1831)
- Pedro Martínez San Martín (1832 - 1849)
- José Domingo Costa Borrás (1850 - 1857), nommé archevêque de Tarragone
- Antonio Palau Termes (1857 - 1862)
- Pantaleón Montserrat Navarro (1863 - 1870)
- Joaquín Lluch y Garriga, O.C.D. (1874 - 1877), nommé archevêque de Séville
- José Maria de Urquinaona y Vidot (1878 - 1883)
- Jaime Catalá y Albosa (es) (1883 - 1899)
- José Morgades y Gili (1899 - 1901)
- Salvador Casañas i Pagès (1901 - 1908)
- Juan José Laguarda y Fenollera (1909 - 1913)
- Enrique Reig y Casanova (1914 - 1920), nommé évêque de Valence
- Ramón Guillamet y Coma (1920 - 1926)
- José Miralles y Sbert (1926 - 1930), nommé évêque de Majorque
- Manuel Irurita y Almándoz (1930 - 1936)
  - vacance due à la guerre d'Espagne (1936 - 1942)

### Archevêques de Barcelone
- Gregorio Modrego y Casaus (1942 - 1967)
- Marcelo González Martín (1967 - 1971), nommé archevêque de Tolède
- Narciso Jubany Arnau (1971 - 1990)
- Ricardo María Carles Gordó (1990 - 2004)
- Lluís Martínez Sistach (2004-2015[1])
- Juan José Omella (depuis le 6 novembre 2015[1])